# Syrian Air
Syrian Air či Syrian Arab Airlines (arabsky: مؤسسة الطيران العربية السورية‎) (ICAO: SYR, IATA: RB) je syrská letecká společnost se sídlem v Damašku na zdejším mezinárodním letišti. Byla založena v roce 1946. K roku 2017 létá do 14 destinací, má flotilu 9 letounů. Činnost je značně omezena syrskou občanskou válkou.